# Piłka ręczna na Letnich Igrzyskach Olimpijskich 2012 – kwalifikacje kobiet

## Podsumowanie kwalifikacji
| Nazwa imprezy                         | Data przeprowadzenia      | Gospodarz        | Miejsc | Zakwalifikowani     |
| ------------------------------------- | ------------------------- | ---------------- | ------ | ------------------- |
| Gospodarz                             | -                         | -                | 1      | Wielka Brytania     |
| Mistrzostwa Świata 2011               | 3 - 16 grudnia 2011       | Brazylia         | 1      | Norwegia            |
| Mistrzostwa Europy 2010               | 7 - 19 grudnia 2010       | Dania · Norwegia | 1      | Szwecja             |
| Mistrzostwa Afryki 2012               | 11 - 20 stycznia 2012     | Maroko           | 1      | Angola              |
| Azjatycki Turniej kwalifikacyjny 2011 | 12 - 21 października 2011 | Chiny            | 1      | Korea Południowa    |
| Igrzyska Panamerykańskie 2011         | 15 - 23 października 2011 | Meksyk           | 1      | Brazylia            |
| I Światowy Turniej Kwalifikacyjny     | 25 - 27 maja 2012         | Francja          | 2      | Czarnogóra Francja  |
| II Światowy Turniej Kwalifikacyjny    | 25 - 27 maja 2012         | Hiszpania        | 2      | Hiszpania Chorwacja |
| III Światowy Turniej Kwalifikacyjny   | 25 - 27 maja 2012         | Dania            | 2      | Rosja Dania         |
| Razem                                 |                           |                  | 12     |                     |

| Legenda                                                                            |
| ---------------------------------------------------------------------------------- |
| Zespół automatycznie zakwalifikowany do turnieju olimpijskiego                     |
| Zespół zakwalifikowany do turnieju kwalifikacyjnego poprzez Mistrzostwa Świata     |
| Zespół zakwalifikowany do turnieju kwalifikacyjnego poprzez Mistrzostwa Kontynentu |

## Mistrzostwa Świata
| Miejsce | Zespół                   |
| ------- | ------------------------ |
| złoto   | Norwegia                 |
| srebro  | Francja                  |
| brąz    | Hiszpania                |
| 4       | Dania                    |
| 5       | Brazylia                 |
| 6       | Rosja                    |
| 7       | Chorwacja                |
| 8       | Angola                   |
| 9       | Szwecja                  |
| 10      | Czarnogóra               |
| 11      | Korea Południowa         |
| 12      | Islandia                 |
| 13      | Rumunia                  |
| 14      | Japonia                  |
| 15      | Holandia                 |
| 16      | Wybrzeże Kości Słoniowej |
| 17      | Niemcy                   |
| 18      | Tunezja                  |
| 19      | Kazachstan               |
| 20      | Urugwaj                  |
| 21      | Chiny                    |
| 22      | Kuba                     |
| 23      | Argentyna                |
| 24      | Australia                |

## Kwalifikacje kontynentalne

### Europa
| Miejsce | Zespół     |
| ------- | ---------- |
| złoto   | Norwegia   |
| srebro  | Szwecja    |
| brąz    | Rumunia    |
| 4       | Dania      |
| 5       | Francja    |
| 6       | Czarnogóra |
| 7       | Rosja      |
| 8       | Holandia   |
| 9       | Chorwacja  |
| 10      | Węgry      |
| 11      | Hiszpania  |
| 12      | Ukraina    |
| 13      | Niemcy     |
| 14      | Serbia     |
| 15      | Islandia   |
| 16      | Słowenia   |

- Reprezentacja Szwecji uzyskała kwalifikacje jako wicemistrz Europy na skutek późniejszego zdobycia mistrzostwa świata przez reprezentację Norwegii, która pierwotnie zakwalifikowała się jako mistrz Europy

### Ameryka
| Miejsce | Zespół            |
| ------- | ----------------- |
| złoto   | Brazylia          |
| srebro  | Argentyna         |
| brąz    | Dominikana        |
| 4       | Meksyk            |
| 5       | Chile             |
| 6       | Portoryko         |
| 7       | Urugwaj           |
| 8       | Stany Zjednoczone |

### Afryka
| Miejsce | Zespół                        |
| ------- | ----------------------------- |
| złoto   | Angola                        |
| srebro  | Tunezja                       |
| brąz    | Demokratyczna Republika Konga |
| 4       | Algieria                      |
| 5       | Kamerun                       |
| 6       | Kongo                         |
| 7       | Wybrzeże Kości Słoniowej      |
| 8       | Senegal                       |
| 9       | Egipt                         |
| 10      | Maroko                        |

### Azja
| Miejsce | Zespół           |
| ------- | ---------------- |
| złoto   | Korea Południowa |
| srebro  | Japonia          |
| brąz    | Chiny            |
| 4       | Korea Północna   |
| 5       | Kazachstan       |
| 6       | Turkmenistan     |

## Turnieje kwalifikacyjne
Uczestnicy Światowych Turniejów Kwalifikacyjnych:
| I Turniej kwalifikacyjny | II Turniej kwalifikacyjny | III Turniej kwalifikacyjny |
| --- | --- | --- |
| - Mistrzostwa Świata 2011 - 2 miejsce: Francja - Mistrzostwa Świata 2011 - 10 miejsce: Czarnogóra - Mistrzostwa Europy 2010 - 3 miejsce: Rumunia - Azjatycki Turniej kwalifikacyjny 2011 - 2 miejsce: Japonia | - Mistrzostwa Świata 2011 - 3 miejsce: Hiszpania - Mistrzostwa Świata 2011 - 7 miejsce: Chorwacja - Igrzyska Panamerykańskie 2011 - 2 miejsce: Argentyna - Mistrzostwa Europy 2010 - 8 miejsce: Holandia | - Mistrzostwa Świata 2011 - 4 miejsce: Dania - Mistrzostwa Świata 2011 - 6 miejsce: Rosja - Mistrzostwa Afryki 2012 - 2 miejsce: Tunezja - Igrzyska Panamerykańskie 2011 - 3 miejsce: Dominikana |

### I Turniej kwalifikacyjny
| Zespół     | Pkt | M | W | R | P | G+ | G– | +/- |
| ---------- | --- | - | - | - | - | -- | -- | --- |
| Czarnogóra | 6   | 3 | 3 | 0 | 0 | 86 | 67 | +19 |
| Francja    | 4   | 3 | 2 | 0 | 1 | 74 | 58 | +16 |
| Rumunia    | 2   | 3 | 1 | 0 | 2 | 70 | 84 | -14 |
| Japonia    | 0   | 3 | 0 | 0 | 3 | 67 | 88 | -21 |

### II Turniej kwalifikacyjny
| Zespół    | Pkt | M | W | R | P | G+ | G– | +/- |
| --------- | --- | - | - | - | - | -- | -- | --- |
| Hiszpania | 4   | 3 | 2 | 0 | 1 | 81 | 62 | +19 |
| Chorwacja | 4   | 3 | 2 | 0 | 1 | 82 | 72 | +10 |
| Holandia  | 4   | 3 | 2 | 0 | 1 | 83 | 77 | +6  |
| Argentyna | 0   | 3 | 0 | 0 | 3 | 57 | 91 | -34 |

### III Turniej kwalifikacyjny
| Zespół     | Pkt | M | W | R | P | G+  | G–  | +/- |
| ---------- | --- | - | - | - | - | --- | --- | --- |
| Rosja      | 6   | 3 | 3 | 0 | 0 | 101 | 57  | +44 |
| Dania      | 4   | 3 | 2 | 0 | 1 | 86  | 72  | +14 |
| Tunezja    | 2   | 3 | 1 | 0 | 2 | 73  | 81  | -8  |
| Dominikana | 0   | 3 | 0 | 0 | 3 | 58  | 108 | -50 |